# Rodzina Brontë

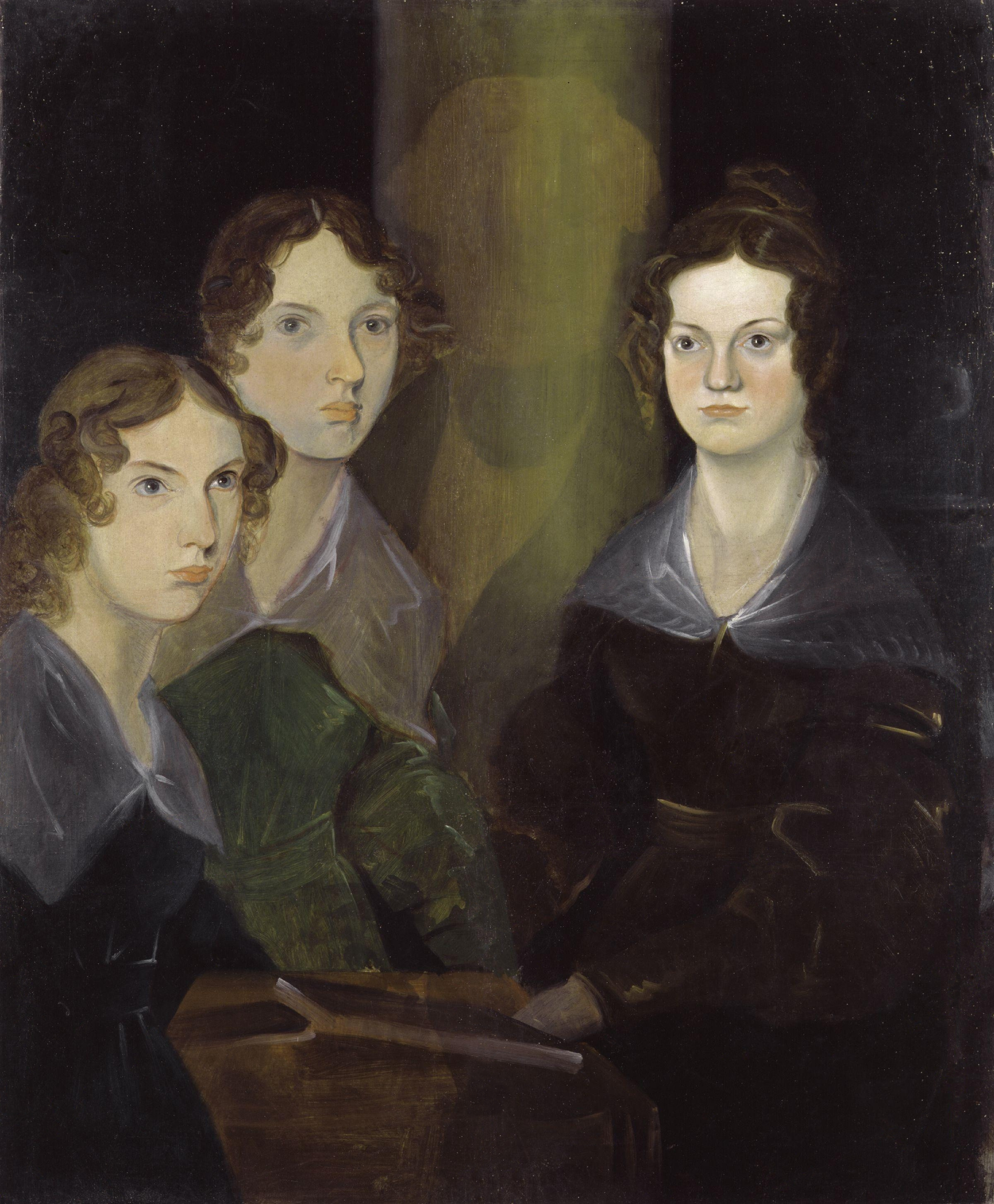
Siostry Brontë – Anne, Emily i Charlotte na obrazie autorstwa ich brata Branwella (ok. 1834)

Rodzina Brontë – rodzina literacka żyjąca w pierwszej połowie XIX wieku w miasteczku Haworth, West Yorkshire w Anglii.
Nazwisko Brontë przeszło do historii literatury dzięki trzem siostrom: Charlotte (1816–1855), Emily (1818–1848) i Anne (1820–1849). Poezje i powieści pisał i publikował również ich ojciec Patrick Brontë (1777–1861). Brat, Patrick Branwell (1817–1848), podejmował liczne próby literackie i malarskie, z których jednak niewiele się zachowało.

## Członkowie rodziny Brontë

### Ojciec
Patrick Brontë (ur. 17 marca 1777 w Emdale w Irlandii Północnej, zm. 7 czerwca 1861 w Haworth, West Yorkshire) – Irlandczyk, najstarszy z dziesięciorga dzieci ubogich dzierżawców ziemi. Jego matka, Alice McClory, Irlandka z Drumballyroney w hrabstwie Down w Irlandii Północnej była wyznania rzymskokatolickiego, ojciec, Hugh Prunty lub Brunty, był protestantem. Patrick terminował u kowala, następnie u tkacza, a w 1798 roku został nauczycielem w parafialnej szkole. Dzięki zachęcie i pomocy dwóch miejscowych duchownych Andrew Harshawa i Thomasa Tighe'a, w 1802 roku rozpoczął studia na wydziale teologicznym w St. John’s College w Cambridge. Zmienił wówczas nazwisko na Brontë. Cztery lata później uzyskał tytuł Bachelor of Arts (bakalaureat). W 1807 roku przyjął został ordynowany na pastora. Pracował jako wikary w kościołach anglikańskich kolejno: w Wethersfield (1807), w Wellington (1808), w Dewsbury (1809) i w Hartshead w West Yorkshire (1810). Równocześnie publikował poezje i powieści o treści religijnej, umoralniającej. Był zagorzałym zwolennikiem powszechnej edukacji i reform społecznych, czemu dawał wyraz w artykułach pisanych do miejscowych gazet.
W 1812 roku poznał 29-letnią Marię Branwell. Pobrali się 29 grudnia 1812 roku w Guiseley. Mieli sześcioro dzieci. Około 1820 roku Patrick Brontë został pastorem parafii obejmującej trzy miejscowości: Haworth, Stanbury i Oxenhope. Wraz z żoną i dziećmi zamieszkał w plebanii w Haworth. Z kościołem Świętego Michała i Wszystkich Aniołów w Haworth był związany przez 41 lat.
Przeżył żonę i wszystkie swoje dzieci, choć przez całe życie zmagał się z niestrawnością i zapaleniem oskrzeli, a w starszym wieku miał poważne kłopoty ze wzrokiem (w 1846 roku usunięto mu zaćmę). Zmarł w wieku 84 lat, nie pozostawiając żadnych potomków w linii prostej. Przetrwała natomiast gałąź jego brata, z której  pochodził znany zoolog, James Brontë Gatenby i jego syn, irlandzki lekarz, dyrektor medyczny w Organizacji Narodów Zjednoczonych i profesor medycyny w Trinity College w Dublinie, Peter Barry Brontë Gatenby.
Publikacje:
- Winter Evening Thoughts (poezje, 1810)[5]
- Cottage Poems (poezje, 1810)[6]
- The Rural Minstrel: A Miscellany of Descriptive Poems (poezje, 1813)[7]
- The Cottage In The Wood (powieść,1816)
- The Maid Of Killarney (powieść, 1818)
- The Signs Of The Times (1835)[8][9]

### Matka
Maria Brontë z domu Branwell (ur. 15 kwietnia 1783, zm. 15 września 1821) pochodziła z dobrze sytuowanej kupieckiej rodziny. Jej ojciec Thomas Branwell (zm. 1808) był właścicielem sklepu z herbatą i artykułami spożywczymi w mieście portowym Penzance w Kornwalii; posiadł też browar, zajazd na rynku „The Golden Lion” i jedyny dom-rezydencję w mieście „Tremenheere House”. Matka Marii, Anne Carne (zm. 1809), była córką miejscowego złotnika. Po śmierci rodziców, a potem stryja Richarda (w 1812 roku), Maria opuściła Penzance, by zamieszkać niedaleko miejscowości Bradford w West Yorkshire z ciotką i wujem Johnem Fennellem, którzy prowadzili tam (istniejącą do dziś) szkołę Woodhouse Grove School. W ich domu poznała swego przyszłego męża, Patricka Brontë, którego oświadczyny przyjęła 26 sierpnia 1812 roku. Zachowały się jej listy do Patricka z okresu narzeczeństwa. Po ślubie 29 grudnia 1812 roku zamieszkali najpierw w Hightown koło Hartshead, gdzie przyszły na świat ich dwie najstarsze córki, a następnie w Hightown koło Hartshead. Maria też próbowała pisać. Zachował się rękopis artykułu napisanego do pisma religijnego „The Pastoral Visitor”. Artykuł nosił tytuł The Advantages of Poverty, in Religious Concerns i nigdy nie został opublikowany. Maria argumentowała w nim, że bieda w kontekście religijnym posiada aspekt pozytywny, bowiem biedakowi łatwiej jest osiągnąć zbawienie, właśnie dzięki temu, że nie ma on takich możliwości ani pokus jak bogacz, by grzeszyć.
Urodziła sześcioro dzieci, z których tylko czworo dożyło wieku dorosłego. Zmarła w wieku 38 lat na raka, najprawdopodobniej raka macicy. Została pochowana w rodzinnej krypcie w kościele św. Michała i Wszystkich Aniołów w Haworth.

### Ciotka
Elizabeth Branwell (ur. 2 grudnia 1776, zm. 29 października 1842) po śmierci siostry Marii objęła prowadzenie domu Patricka Brontë. Odegrała ważną rolę w wychowaniu i nauczaniu dzieci, szczególnie Branwella i Anne. Sfinansowała wyjazd Charlotte i Emily na pensję w Brukseli. Zmarła na niedrożność jelit. Przyczyniła się do kariery literackiej siostrzenic, zostawiając im w testamencie 900 funtów – pieniądze te umożliwiły wydanie zbiorowego tomiku ich wierszy.

### Dzieci
Maria (ur. 23 kwietnia 1814 w Hightown koło Hartshead, zm. 6 maja 1825 w Haworth) – najstarsza córka Marii i Patricka. W 1823 roku została wysłana razem z młodszą siostrą do szkoły dla dziewcząt Crofton Hall w Wakefield, a rok później do szkoły dla córek duchownych w Cowan Bridge, gdzie zachorowała na gruźlicę. Zmarła w wieku 11 lat.
Elizabeth (ur. 8 lutego 1815 w Hightown koło Hartshead, zm. 15 czerwca 1825 w Haworth). Razem z Marią uczyła się w szkole dla dziewcząt Crofton Hall w Wakefield, a następnie w szkole dla córek duchownych w Cowan Bridge, gdzie zachorowała na gruźlicę. Zmarła w wieku 10 lat.
Charlotte (ur. 21 kwietnia 1816 roku w Thornton, zm. 31 marca 1855 roku w Haworth) – poetka i powieściopisarka, autorka znanej na całym świecie powieści Dziwne losy Jane Eyre i  trzech innych. W 1824 roku spędziła osiem miesięcy w szkole dla córek duchownych w Cowan Bridge (pierwowzór Zakładu Lowood w Dziwnych Losach Jane Eyre), następnie dwa lata jako uczennica (1831-32) i trzy lata jako nauczycielka (1835–38) w szkole Roe Head School w Dewsbury. W Roe Head zaprzyjaźniła się z Ellen Nussey i Mary Taylor, z którymi korespondowała do końca życia. W tych latach dużo rysowała. Dwa jej rysunki trafiły na wystawę w Leeds w 1834 roku.
Pracowała też jako guwernantka: przez trzy miesiące w 1839 roku – u Sidgwicków w Stonegappe niedaleko Skipton; i przez sześć miesięcy w 1841 – w domu Johna White'a w Rawdon niedaleko Leeds. Planując założenie własnej szkoły w Haworth, Charlotte i Anne wyjechały w 1842 roku do Brukseli, aby pogłębić znajomość języka francuskiego. Na pensji prowadzonej przez Zoë Héger Charlotte spędziła dwa lata, częściowo jako uczennica, częściowo jako nauczycielka języka angielskiego. Zachowały się listy Charlotte do profesora Constantina Hégera, obecnie w British Museum. Pomysł założenia własnej szkoły upadł, gdy nie udało się znaleźć wystarczającej liczby uczennic.
Na początku roku 1846 Charlotte namówiła siostry do wydania tomiku ich poezji. Zakwalifikowała do niego 19 swoich wierszy, pisanych głównie w okresie, gdy była nauczycielką w Roe Head. Same sfinansowały wydanie tomiku przez wydawnictwo Aylott & Jones. Pod naciskiem Emily użyły męskich pseudonimów. Tomik Poems by Currer, Ellis and Acton Bell spotkał się z przychylną, w niektórych wypadkach nawet entuzjastyczną oceną, nie odniósł jednak komercyjnego sukcesu. (Drugie wydanie z trzema dodatkowymi wierszami Emily, opatrzone komentarzami Charlotte ukazało się w 1850). Niezrażone brakiem powodzenia wierszy rozesłały do wydawnictw swoje powieści. Prestiżowe wydawnictwo Smith, Elder and Co, odrzuciło Profesora pióra Currera Bella, czyli Charlotte, za to przyjęło z entuzjazmem Dziwne losy Jane Eyre. Powieść odniosła niebywały sukces. Charlotte stała się gwiazdą w kręgach literackich, poznała osobiście Williama Thackereya i Elizabeth Gaskell. W 1849 roku opublikowała powieść Shirley, a w 1853 roku –  Villete.
Drugiego wydanie Dziwnych losów Jane Eyre Charlotte zadedykowała Williamowi Thackereyowi i opatrzyła przedmową. Portret Thackeraya, który dostała w prezencie od wydawcy Georga Smitha, nadal wisi w jadalni plebanii w Haworth.
Czwarta powieść Charlotte Brontë, Profesor, została wydana pośmiertnie w 1857 roku. W tym samym roku ukazała się biografia Charlotte, The Life of Charlotte Brontë (pol. „Życie Charlotte Brontë”), pióra znanej pisarki, a zarazem jej przyjaciółki, Elizabeth Gaskell.  W 2017 roku The Guardian nazwał The Life of Charlotte Brontë jedną ze stu najlepszych książek literackich wszech czasów.
Charlotte przyjaźniła się z wydawcą George’em Smithem, z redaktorem Williamem Smithem Williamsem i ich rodzinami. George Smith zmarł w 1901 roku. Zostawił swojej wdowie rękopisy wszystkich trzech powieści Charlotte, a także duży zbiór listów, w większości od Charlotte, ale także od jej ojca i od jej męża Arthura Bella Nichollsa.
Patrick Branwell (ur. 26 czerwca 1817 roku w Thornton, zm. 24 września 1848 roku w Haworth) używał swego drugiego imienia Branwell. Do szkół nie uczęszczał. Uczył się w domu pod kierunkiem ciotki; zatrudniano dla niego również nauczycieli rysunku i muzyki. Branwell przekładał Ody Horacego, lecz nigdy nie udało mu się ich opublikować. W 1838 roku wynajął studio w Bradford, by malować portrety na zamówienie. W 1840 roku podjął pracę jako guwerner rodziny w Broughton-In-Furness, Westmorland, lecz po roku został zwolniony. Od października 1841 do kwietnia 1842 był zatrudniony przez spółkę kolejową linii Manchester and Leeds, najpierw w Sowerby Bridge, a następnie w Luddenden Foot. Zwolniono go po odkryciu nadużyć finansowych. Na początku 1843 roku został guwernerem syna wielebnego Edmunda Robinsona w Thorp Green niedaleko Yorku, ale z powodu romansu z żoną swego pracodawcy musiał w lipcu 1845 wrócić do Haworth.
Branwell wysyłał swoje próby literackie do krytycznego osądu podziwianym przez siebie autorom, do których należał poeta William Wordsworth, Thomas De Quincey i David Hartley Coleridge. Udało mu się opublikować kilka wierszy w lokalnych gazetach.
Emily Jane (ur. 30 czerwca 1818 roku w Thornton, zm. 19 grudnia 1848 roku w Haworth) – poetka i powieściopisarka, autorka Wichrowych Wzgórz (wyd. 1847). Jako sześciolatka spędziła sześć miesięcy w szkole dla córek duchownych w Cowan Bridge, a jedenaście lat później trzy miesiące w Roe Head School niedaleko Dewsbury. Przez dziewięć miesięcy uczyła się wraz z Charlotte na pensji Madame Héger w Brukseli. Miała uzdolnienia muzyczne, grała na pianinie. Jedyną płatną pracą, której się podjęła, było nauczanie w Law Hill School niedaleko Halifax w 1838 roku. Trwało to tylko sześć miesięcy. Emily preferowała Haworth; nie stroniła od zajęć domowych, dużo czasu spędzała  w kuchni w towarzystwie służącej Tabithy Aykroyd. Pisała dla własnej przyjemności, nie myśląc o publikowaniu. Pozwoliła jednak Charlotte na zamieszczenie 21 swoich wierszy w tomiku Poems by Currer, Ellis and Acton Bell (1846). Wichrowe Wzgórza zostały opublikowane (częściowo na jej koszt) przez wydawnictwo Thomasa Cautleya Newby w grudniu 1847 (razem z Agnes Grey napisaną przez Anne).
W Polsce Wichrowe wzgórza po raz pierwszy ukazały się w 1929 roku pod tytułem Szatańska miłość.
Anne (ur. 17 stycznia 1820 roku w Thornton, zm. 28 maja 1849 roku w Scarborough, North Riding of Yorkshire) – poetka i powieściopisarka, autorka w dużej mierze autobiograficznej powieści Agnes Grey i  Lokatorki Wildfell Hall. Anne była fizycznie krucha, przez większość życia cierpiała na astmę. Jej formalne wykształcenie to dwa lata spędzone w Roe Head School niedaleko Dewsbury, gdzie jedną z nauczycielek była Charlotte. Pracowała jako guwernantka w dwóch zamożnych domach wiejskich: u Inghamów w Blake Hall, niedaleko Mirfield (1839) i u  Robinsonów w Thorp Green, niedaleko Yorku (od maja 1840 do czerwca 1845). W tomiku Poems by Currer, Ellis and Acton Bell (1846) znalazło się 21 jej wierszy napisanych po roku 1840, przeważnie w Thorp Green.
W grudniu 1847 wydawca Thomas Cautley Newby opublikował Agnes Grey (częściowo na jej koszt) – powieść o trudnej sytuacji guwernantki, w której Anne zawarła własne przykre doświadczenia, a w 1848 Lokatorkę Wildfell Hall.

### Mąż Charlotte
Arthur Bell Nicholls (ur. 6 stycznia 1819 w Killead w hrabstwie Antrim w Irlandii Północnej, zm. 2 grudnia 1906 w Banagher) – współpracownik Patricka Brontë, poślubił Charlotte 29 czerwca 1854 roku. W 1826 roku zamieszkał w domu wuja, wielebnego Allana Bella, dyrektora szkoły Royal Free School w Banagher (hrabstwo Offaly), a 10 lat później wyjechał do Trinity College w Dublinie. Studia skończył w 1844 roku. Haworth, gdzie pełnił obowiązki wikarego od maja 1845, był jego pierwszym miejscem pracy. Poza pomaganiem Patrickowi Brontë w wypełnianiu obowiązków pastora, Nicholls uczył w szkole przykościelnej. Mieszkał w sąsiadującym z kościołem i plebanią domu Johna Browna, bliskiego przyjaciela Branwella. Nicholls był świadkiem  tragicznych wydarzeń w domu rodziny Brontë: upadku moralnego i śmierci Branwella, śmierci Emily i choroby Anne.
Jego propozycja małżeństwa, którą uczynił Charlotte w grudniu 1852 roku, była dla niej i jej ojca zupełnym zaskoczeniem. Patrick Brontë gwałtownie zaoponował. Nicholls przeniósł się do Kirk Smeaton, 40 mil na południe od Haworth. Korespondował jednak z Charlotte i pod koniec 1853 roku spotkali się potajemnie w pobliżu Haworth. Pobrali się 29 czerwca 1854 roku, miesiąc miodowy spędzili miesiąc w Irlandii.
Po śmierci Charlotte Nicholls pozostał w Haworth; mieszkał z Patrickiem Brontë do jego śmierci w 1861. Miał nadzieję przejąć probostwo po śmierci teścia, ale przydzielono je komu innemu, powrócił więc do Banagher, gdzie zajął się rolnictwem i nigdy więcej nie pracował jako duchowny.
W 1864 roku ożenił się z kuzynką Marią Anną, córką swojego wuja, wielebnego Allana Bella. Nie mieli dzieci. Jako ostatni pozostały przy życiu członek rodziny Brontë do końca życia zajmował się spuścizną literacką sióstr. Po jego śmierci pamiątki po rodzinie Brontë zostały sprzedane na aukcjach w 1907, 1914 i w 1916 roku. Ostatecznie wiele z nich trafiło do muzeum w Haworth.

### Przyjaciółka Charlotte
Ellen Nussey (ur. 20 kwietnia 1817, zm. 26 listopada 1897) – długoletnia przyjaciółka Charlotte; korespondowały ze sobą przez 24 lata. Poznały się w styczniu 1831 w Roe Head School; Ellen miała wtedy 13 lat, a Charlotte 14. Ellen wielokrotnie odwiedzała Haworth, często gościła Charlotte u siebie. Była świadkiem śmierci Anne w Scarborough. Zachowane przez nią kilkaset listów od Charlotte i jej sióstr stanowi nieocenioną  wartość dla biografów rodziny Brontë. Zmarła w wieku 80 lat w swoim domu w Gomersal w West Yorkshire. Nigdy nie wyszła za mąż i nie miała dzieci.